# 夢想庭園
「夢想庭園」（むそうガーデン）は、CooRieの17枚目のシングル。2010年7月7日にGloryHeavenから発売された。

## 概要
yozuca*とのスプリット・シングル「愛永久 〜Fortune favors the brave〜/めぐり愛逢い」から5ヶ月強ぶり、CooRie単独名義では「星屑のサラウンド」以来10ヶ月強ぶりのリリースとなる2010年2作目のシングル。初のGloryHeavenレーベルでの発売となる。
表題曲「夢想庭園」は、OVA『“文学少女”メモワール』のオープニングテーマとして使用された。楽曲自体はアップライト・ピアノから広がる空想世界をイメージしている。
カップリング曲の「Like A Music」は、「音楽のようにファンの所に行く」をテーマにして製作された曲。
CDジャケットでは、読書をする天野遠子の左右に、朝倉美羽と琴吹ななせが配置されている。

## 収録曲
（全作詞・作曲：rino）
1. 夢想庭園 [4:22]
編曲：大久保薫
  - OVA『“文学少女”メモワール』オープニングテーマ
2. Like A Music [3:44]
編曲：rino
3. 夢想庭園（instrumental）
4. Like A Music（instrumental）

## 収録アルバム
| 曲名     | 収録アルバム      | 発売日         | 備考                  |
| -------- | ----------------- | -------------- | --------------------- |
| 夢想庭園 | 『Heavenly Days』 | 2010年10月20日 | 5thオリジナルアルバム |